# マリエ背番号16
『マリエ背番号16』（マリエせばんごうじゅうろく）は、原作:神崎あおい、作画:高橋千鶴による日本の漫画。講談社「なかよし」で1985年から1987年まで連載された。

## 書誌情報
高橋千鶴 『マリエ背番号16』 講談社〈講談社コミックスなかよし〉、全3巻
- 1巻、1986年2月6日発行、ISBN 4-06-178525-7
- 2巻、1986年7月6日発行、ISBN 4-06-178542-7
- 3巻、1987年2月6日発行、ISBN 4-06-178560-5